# Tolimicola nubilata
Tolimicola nubilata är en fjärilsart som beskrevs av Paul Dognin 1912. Tolimicola nubilata ingår i släktet Tolimicola och familjen tandspinnare. Inga underarter finns listade i Catalogue of Life.